# بيل إيفرز
بيل إيفرز (بالإنجليزية: Bill Evers)‏ هو لاعب كرة قاعدة أمريكي، ولد في 29 يناير 1954.

## روابط خارجية
- بيل إيفرز على موقعبيزبول رفرنس.كوم (الدوري الثانوي) (الإنجليزية)